# Nu Nrg
Nu Nrg (contrazione di New Energy) è stato un duo italiano di produttori e Dj di musica trance. Formatosi nel 1999 dall'incontro di Andrea Ribeca e Giuseppe Ottaviani, il gruppo è noto a livello internazionale grazie anche ad alcune collaborazioni con l'etichetta Vandit di Paul van Dyk, uno degli esponenti più importanti del genere, ed era composto da due DJ italiani che compaiono tra i 150 migliori DJ al mondo secondo la rivista The DJ List.

## Storia del gruppo
Andrea Ribeca è nato a Viterbo nel 1974. Inizia ad avvicinarsi al mondo della musica come Dj di R&B, pop e hip hop. La passione per le sonorità techno lo porta alle prime produzioni indipendenti nel 1992 (Child Rome e Diadlic Step) e a diventare Dj resident in vari locali e discoteche techno e trance.
Giuseppe Ottaviani, nato anch'egli a Viterbo nel 1978, dopo una istruzione classica e lo studio del pianoforte, a 15 anni inizia la sua carriera come Dj e nel 1998 esegue il suo primo DJ set live per una radio locale.
Le prime produzioni dei Nu Nrg, risalenti al 2000, ebbero un discreto successo in Italia e vennero successivamente ristampate in Germania dando al duo una certa notorietà. Nel 2001 realizzano un singolo Dreamland per l'etichetta Vandit di Paul van Dyk. Dreamland ottenne un buon successo anche grazie al suo inserimento nella compilation The Politic of Dancing di van Dyk e al remix del prestigioso team Rank 1.
Grazie all'entrata nello staff Vandit, i Nu Nrg parteciparono alla manifestazione Loveparade di Berlino nel 2002 che gli consentì di partecipare anche a vari DJ set con i più importanti DJ internazionali tra i quali lo stesso Paul van Dyk, Tiësto e Ferry Corsten.
Nel luglio 2004, lanciano FreeFall, il loro primo album in studio che contiene, oltre alcune tracce già note (Dreamland, Butterfly, Connective, Aloa-P), anche nuove brani quali l'omonima FreeFall. L'album fu presentato a Berlino durante la manifestazione Fight The Power organizzata dai più importanti esponenti della "ClubClulture" dopo l'annullamento della Loveparade, e al party The Love From Above organizzato dalla Vandit. Dopo all'uscita dell'album, Ribeca e Ottaviani, parteciparono a vari aventi outdoor e si esibirono nei principali locali e club europei e americani sino alla tournée australiana dell'ottobre 2005.
Giuseppe Ottaviani, ha pubblicato, nel 2005, il singolo Linking People a suo nome: è il preludio alla separazione del gruppo. Ottaviani lascia infatti intendere in un'intervista al sito Trance United che la collaborazione tra i due è finita.

## Discografia

### Album
- 2004 - Freefall

### Singoli
- 1999 - Music
- 1999 - U.F.O.
- 1999 - Andromeda
- 2000 - Energizer
- 2000 - Pick Up
- 2000 - Rave on Tribe
- 2000 - Minimal Trip
- 2001 - Spike
- 2001 - Apple Juice
- 2001 - Energetic Wave
- 2001 - Aloa P
- 2001 - Nu-Nrg
- 2001 - Take Your Air
- 2001 - Dreamland
- 2002 - Illusions
- 2002 - One Turn
- 2002 - High Volume
- 2002 - Supersonic
- 2002 - The Moon Loves The Sun
- 2003 - Space Flower
- 2003 - Connective